# Výjimeční (film)
Výjimeční (ve francouzském originále Hors Normes) je francouzský hraný film z roku 2019 autorské dvojice Oliviera Nakache a Érica Toledana, kteří k filmu napsali scénář a rovněž film režírovali. Film vykresluje „neobvyklé spojenectví lidí, kteří se vymykají běžným normám“ – Bruna (Vincent Cassel), který vede spolek pro autistické děti a dospívající, Malika (Reda Kateb), který učí mladistvé ze sociálně slabých rodin, jak se o tyto děti starat, jejich klientů a dalších.
Film byl promítán jako zakončovací snímek na festivalu v Cannes. V České republice byl v předpremiéře uveden 27. listopadu 2019 na 22. festivalu francouzského filmu.

## Obsazení
| Vincent Cassel | Bruno |
| Reda Kateb     | Malik |